# Consideraciones de un apolítico
Consideraciones de un apolítico (en alemán: Betrachtungen eines Unpolitischen) es un ensayo escrito por Thomas Mann entre 1915 y 1918, quien, a diferencia de su hermano Heinrich Mann, apoyó la política de guerra del Reich alemán en la Primera Guerra Mundial. El libro, de casi 600 páginas, y en parte polémico, sirvió para justificar y delimitar su postura política. Fue retomado por los representantes del movimiento revolucionario conservador, especialmente las consideraciones histórico-intelectuales en las que Mann intentó contrarrestar las ideas democráticas occidentales de los adversarios en tiempos de guerra, Francia y Gran Bretaña, con un Sonderweg alemán. Para este propósito, Thomas Mann contrastó los conceptos de civilización y cultura y atacó a los que denominó "literatos de la civilización" (Zivilisationsliteraten), porque, supuestamente, "trataban a a cultura como un medio, más que como un fin en sí mismo".

## Origen
Thomas Mann, como muchos de sus colegas escritores, tenía una visión positiva de la política del gobierno del Reich alemán durante la Primera Guerra Mundial. En ese marco, las Consideraciones de un apolítico ha sido reconocido como un tratado sobre tiempos de guerra.  En tres ensayos que escribió después del estallido de la guerra -Pensamientos en la guerra (Gedanken im Kriege) (agosto/septiembre de 1914), Federico y la gran coalición (Friedrich und die große Koalition) (septiembre a diciembre de 1914) y Pensamientos sobre la guerra (Gedanken zum Kriege) (julio de 1915)- defendió la posición alemana en el conflicto y especialmente la invasión alemana de la neutral Bélgica, que comparó con la invasión prusiana de la neutral Sajonia en la Guerra de los Siete Años de 1756.  Su hermano Heinrich Mann, respondió con un ensayo sobre Émile Zola, que apareció en el otoño de 1915 en la revista pacifista Die Weißen Blätter de René Schickele.  Este ensayo contenía ataques al hermano anónimo y la declaración central: “El espíritu es acción que se hace para el hombre; y por lo tanto, el político debe ser espíritu, y lo espiritual debe actuar”.  Según Heinrich Kurzke, este escrito hizo que Thomas Mann ampliara su material desde un mero ensayo a un libro completo.  El pacifista francés Romain Rolland también criticó a Mann por su postura a favor de la guerra y justificó este reproche en el ensayo Les Idoles, que luego se publicó como parte de la colección de ensayos Au-dessus de la mêlée. En este escrito criticó el militarismo y lo que consideraba el fanatismo imprudente de Mann.
Como consecuencia de ello, Thomas Mann interrumpió su trabajo en la novela La montaña mágica y desde octubre de 1915 escribió Consideraciones de un apolítico, en el que se refirió repetidamente a “la figura literaria civilizada” como algo hostil: el hermano mayor anónimo. Los primeros tres capítulos cortos fueron escritos en enero de 1916. La segunda fase de los trabajos duró desde abril de 1916 hasta 1918, y el libro impreso estuvo disponible en el momento del armisticio, a finales de 1918. La redacción  de las Consideraciones ha sido dividida por Alexander Honold en cuatro fases: primero, el comienzo del proceso de redacción a raíz de los ensayos de guerra de Thomas Mann en la segunda mitad de 1915; segundo, su conflicto con los Zivilisationsliteraten y la elaboración de la dicotomía entre "cultura" y "civilización", que remite a su hermano después de la publicación del ensayo de Zola; tercero, la larga discusión de un conjunto de dicotomías tipológicas; finalmente, la incorporación de consideraciones estéticas (por ejemplo, la discusión de la ópera Palestrina de Hans Pfitzner). La redacción finalizó con el prólogo en febrero de 1918, en el que se comenta el diseño general del libro.
En Consideraciones de un apolítico, Thomas Mann expresó ideas “que combinan una revisión de mis fundamentos personales con todo tipo de crítica actual y contemporánea de una manera bastante audaz”. Este “entrelazamiento” recorre toda la obra. Los comentarios sobre la política del momento son escasos y sólo intentan rechazar los ataques y acusaciones de Heinrich Mann desde su perspectiva nacionalista. Entre los temas que trata se encuentran: la reforma del sistema electoral prusiano de tres clases, que rechazaba, aunque crea que es inevitable; la invasión de Bélgica por tropas alemanas, que defendió; así como el hundimiento del Lusitania y la guerra submarina sin restricciones. Un aspecto central de la obra es el intento de explicar la trayectoria intelectual e histórica especial de Alemania y de establecer una “germanidad” incompatible con los principios democráticos de Francia, Inglaterra y los Estados Unidos.
El hecho de que la percepción de la realidad política e histórica de Thomas Mann esté predominantemente determinada por la literatura también es evidente en su capacidad para encontrar justificaciones para sus ideas en ella y citarlas para apoyar sus tesis. Mann se ve confirmado sobre todo por las obras de Nietzsche, pero también de Dostoyevski y Goethe. Otros autores que se citan a menudo son Wagner y Schopenhauer, también los autores nacionalistas y antisemitas Julius Langbehn y Paul de Lagarde, que fueron ampliamente leídos y respetados en el Imperio, y de la literatura rusa Tolstói y Turguénev.

## Contenido
El prefacio  es una reflexión sobre el ensayo escrito a lo largo de tres años. En él explica la razón principal por la que escribió una obra tan extensa: “La idea de la que surgió, que hizo que su producción pareciera inevitable, fue sobre todo que, de lo contrario, cualquier obra habría estado sobrecargada intelectualmente”. Esto se refiere al proceso creador de La Montaña Mágica. Se explican brevemente los temas de los siguientes capítulos del libro. Thomas Mann se percata de que, contrariamente a su intención y al título, ha escrito un libro muy político, y formula el conflicto intelectual fundamental que quiere abordar y que considera la causa de la guerra mundial de la siguiente manera:
La diferencia entre espíritu y política contiene la diferencia entre cultura y civilización, entre alma y sociedad, entre libertad y sufragio, entre arte y literatura; y la germanidad es cultura, alma, libertad, arte y no civilización, sociedad, sufragio, literatura.
Mann suscribe "irrefutablemente" la teoría conspirativa de que "los Iluminados internacionales, la Logia Mundial de los Francmasones", no sólo prepararon intelectualmente la "guerra de la 'civilización' contra Alemania ", sino que también la desencadenaron.  En los tres capítulos siguientes, muy breves, La protesta, El país sin literatura y El hombre literario civilizado, se refiere a Dostoyevski. Al igual que él, describe a Alemania como el país que siempre ha protestado contra el mundo católico romano, occidental y literario. Lutero, como subraya varias veces, dio a esta protesta “la expresión más poderosa”. Alemania, como país analfabeto, sólo podía oponerse a la civilización occidental con su voluntad obstinada y especial, porque no tenía palabras, no era ni “amante ni creyente de las palabras”. Según su tesis: “Las contradicciones espirituales de Europa se desarrollan en el alma de Alemania”, el objetivo del escritor civilizado es imponer los ideales de la democracia y la civilización occidental contra la esencia interior de Alemania.
Thomas Mann explica la importancia del “triunvirato” de Schopenhauer, Wagner y Nietzsche en el capítulo “Reflexión” y muestra su influencia en su obra anterior. Interpreta sus declaraciones parcialmente contradictorias en una “revisión general” de acuerdo con las nuevas condiciones. Con ello incorpora a Nietzsche a su actual esquema amigo-enemigo: "La tremenda masculinidad de su alma, su antifeminismo, su antidemocracia, ¿qué podría ser más alemán? ¿Qué podría ser más alemán que su desprecio por las “ideas modernas”, por las “ideas del siglo XVIII”, por las “ideas francesas” en cuyo origen inglés insiste: los franceses, dice, no eran más que sus monos, sus actores, sus soldados…? "
En el capítulo Burguesía intenta relacionar el arte con la burguesía. Otro tema es la civilidad y la política. Él mismo es, como el ciudadano alemán, apolítico y nacional. No considera la revolución alemana de 1848 como un levantamiento por la democracia, sino como una “marea tormentosa nacional” del mismo tipo que la de agosto de 1914. Se refiere a un discurso monárquico que Wagner pronunció en Dresde en 1848, "en el que se confesó un ardiente partidario de la monarquía, un despreciador de todo constitucionalismo e imploró a Alemania que desterrara los "conceptos extranjeros, no alemanes", a saber, la democracia occidental, y que restaurara la única relación germánica antigua y curativa entre el rey absoluto y el pueblo libre: porque... el pueblo solo es libre cuando uno gobierna, no cuando muchos lo hacen. Cita, aprobándola, la justificación que hace Schopenhauer de la monarquía: Dado que la gran mayoría del pueblo es «altamente egoísta, injusta, despiadada, mentirosa, a veces incluso maliciosa y al mismo tiempo dotada de una inteligencia muy pobre», necesita un monarca por encima de ellos que esté por encima de la ley.
Contra la ley y la verdad es un ajuste de cuentas con su hermano Heinrich Mann y Romain Rolland, ambos del lado de los pacifistas desde el comienzo de la guerra. Thomas Mann defiende sus ensayos sobre la guerra contra ellos de manera detallada y muy polémica.
El capítulo Política es el más largo. En primer lugar, define la política como lo opuesto al esteticismo, citando a Schiller, Flaubert, Schopenhauer, Tolstói y Strindberg como ejemplos de estetas. El esteticismo significa que «todo lo meramente dicho es condicional y vulnerable, por absoluto y apodíctico que pueda percibirse en el momento» y que «lo espiritual, lo intelectual, nunca se toma del todo en serio». Sin embargo, él cree que la democracia prevalece en todo el mundo, también en Alemania. Junto con Nietzsche e inspirado por Emil Hammacher y Paul de Lagarde, cree que la unificación del imperio por parte de Bismarck politizó y nacionalizó a Alemania. Rechaza cualquier democratización adicional de la constitución estatal basándose en los sacrificios del pueblo en la guerra. Intercala una polémica contra la psicología de Sigmund Freud: «Pero la psicología es la cosa más barata y más ruin. No hay nada terrenal en lo cual no se pueda descubrir y aislar la suciedad terrenal a través del “análisis psicológico”... ¡Dime qué beneficio ha traído la psicología al mundo! ¿Benefició al arte? ¿Vida? ¿La “dignidad del hombre”? Nunca. Sólo puede ser útil para el odio...»
En el capítulo De la virtud, Mann se opone al uso “engreído” de lemas como libertad, justicia o verdad, que sólo la literatura civilizada considera virtuosos. Opone también la virtud de los literatos de la civilización, que se apoya en palabras de moda y la contrasta con el espíritu pesimista de Memorias de un inútil de Joseph von Eichendorff, L'Annonce faite à Marie de Paul Claudel, y la ópera Palestrina de Hans Pfitzner.
Bajo el título Algo sobre la humanidad (Einiges über Menschlichkeit), Thomas Mann elogia el sufrimiento, la humildad, el servicio y la obediencia. Para él, la humanidad significa el conocimiento de la “debilidad, impotencia y miseria” de los seres humanos, mientras que el político intenta “privar a la vida de toda seriedad, de toda dignidad, de toda severidad y responsabilidad” cuando se opone a la pena de muerte, por ejemplo. Elogia la guerra como el “ennoblecimiento” y el “refinamiento” de la humanidad frente a la muerte.
En la sección Sobre la fe presenta un contraste adicional: la fe de la figura literaria civilizada versus la duda del ciudadano. La época burguesa comenzó con dudas sobre la autoritaria Edad Media cristiana. La verdadera fe no es la fe en principios, palabras o ideas como la libertad, la igualdad, la democracia, la civilización y el progreso, sino la fe en Dios, es decir, es decir, la creencia en el amor, la vida y el arte.
El capítulo Política esteticista (Ästhetische Politik) amplía el contraste entre político y esteta ya discutido en Política. También describe al artista político como un esteta porque esto es arte, aunque falso, “poco entusiasta, intelectual, deliberado y artificial”. Un artista así exige que el arte tenga consecuencias políticas, lo que para él es sólo un medio para alcanzar su éxito. En el fondo, incluso el artista político sabe que las opiniones no tienen valor en la esfera artística y por eso, en caso de duda, se refugia detrás del arte con su política. El capítulo termina con una crítica del expresionismo y la sátira.
Finalmente, en el último capítulo, Ironía y radicalismo, Thomas Mann defiende su propia obra irónica frente al arte sentimental e intelectual de la figura literaria civilizada. Hermann Kurzke acota que Mann ve la ironía como una autonegación conservadora del espíritu en favor de la vida, que supuestamente se opone al radicalismo antivida y al activismo del espíritu.

## Consideraciones sobreTonio KrögeryLos Buddenbrook
En el capítulo Burguesía, Thomas Mann clasifica sus obras Tonio Kröger y Los Buddenbrook de la siguiente manera, citando un panegírico de Georg Lukács: «Si 'Tonio Kröger' es 'Immensee' transformado en la problemática moderna, una síntesis de intelectualismo y estado de ánimo, de Nietzsche y Storm, como dije, entonces Lukács dice en ese estudio que en el caso de 'Buddenbrook', la conciencia tardía... hizo posible la monumentalización de ese estado de ánimo de decadencia que rodea el mundo burgués de Storm. Ética, burguesía, decadencia; estas van juntas, son una sola. ¿Acaso la música no pertenece también a esto? Recuerdo bien las palabras con las que, según la tradición oral, Stefan George rechazó mis 'Buddenbrook': 'No', dijo, 'eso no es nada para mí. Eso sigue siendo música y decadencia'». ¡Aún así! "La vida burguesa tardía, incluso tardía, me convirtió en un analista de la decadencia; y ese "aire ético", el pesimismo moral (con música) que pretendía haber recibido de Schopenhauer y Wagner, fue más bien lo que encontré en estos alemanes europeos como mi propio yo y mío..."

## La “revolución conservadora”
Las Consideraciones de un apolítico pueden atribuirse a un movimiento de la historia intelectual llamado el Movimiento revolucionario conservador. Después de la derrota en la Primera Guerra Mundial y el colapso de la monarquía, muchos intelectuales compartieron la idea de que sólo a través de algo revolucionario y nuevo se podrían preservar los viejos ideales conservadores, que a menudo provenían del Romanticismo y su resistencia a la Revolución Francesa. Hubo acuerdo en el rechazo de la República de Weimar. Hasta su discurso Sobre la república alemana, Thomas Mann también fue uno de los partidarios de esta “revolución conservadora”. Incluso fue uno de los primeros en utilizar esta fórmula, así como el término “Tercer Reich” (y en 1912 en el ensayo “Zu Fiorenza”). En sus Consideraciones habla del futuro Estado popular que debía realizarse, que estaba más allá de la democracia occidental y del capitalismo asociado a ella y más allá del socialismo que estaba a punto de desarrollarse en Rusia. Con estas observaciones quiere demostrar la posición especial de Alemania entre el Este y el Oeste, por lo que aparecen varias referencias al “centro alemán”.
En el contexto de la revolución conservadora, estas Consideraciones siguieron teniendo impacto, aunque sólo marginal. Georg Quabbe hizo referencia explícita a la obra y recomendó su lectura a los nacionalistas alemanes.  Por sus Consideraciones y sus ensayos sobre la guerra, muchos nacionalistas alemanes consideraron a Thomas Mann uno de los suyos y reaccionaron con decepción ante su cambio de actitud en 1922.

## Recepción
Para Claudio Magris, el ensayo de Mann es un "gigantesco manifiesto literario del pensamiento o más bien de la actitud reaccionaria", donde detecta la antítesis entre poesía, literatura, arte y democracia. "En ese libro, rico en desmitificaciones de la retórica progresista cada vez más predominante, Mann contrastaba el nacionalismo con el universalismo de la Ilustración y la democracia, la tradición original del pueblo alemán con abstracciones internacionalistas, el fluir de la Vida más allá o más allá del bien y del mal con moralismos intelectualistas y bienintencionados, la canción popular con las actas de sesiones parlamentarias y los codicilos legales, el silencio del bosque con asambleas parlantes y a menudo charlatanas. Alemania, en cuya victoria en la Primera Guerra Mundial había puesto sus esperanzas, encarnaba a sus ojos la Kultur, la cultura como sentido profundo y total de la vida, en contraste con la Zivilisation que él veía encarnada en el espíritu racionalista y jacobino francés, una mera pero sofisticada técnica impersonal, buena quizás para la economía o los programas gubernamentales, pero no para el individuo, para la vida, para el sentido del mundo."
El historiador Christian Graf von Krockow evalúa el papel de la obra, comparándola con afirmaciones similares del filósofo Max Wundt: «Con un lenguaje distinto y mejor, pero al menos igual de memorable, Thomas Mann invocó el Sonderweg alemán cuando escribió en sus «Consideraciones de un apolítico»: «No quiero política. Quiero objetividad, orden, decencia... Confieso mi profunda convicción... de que el tan denostado «estado autoritario» alemán es y sigue siendo la forma de gobierno apropiada y adecuada para el pueblo alemán, y fundamentalmente deseada por él...»  Más adelante, Krockow retoma el elogio de Mann al estado autoritario guillermino y lo sitúa en un contexto histórico: «Con la creciente «junkificación de la burguesía», la adaptación del ciudadano al estado autoritario, también se llegó a estilizar la necesidad como virtud, tal como Thomas Mann la describió como «interioridad protegida por el poder» y la glorificó en sus «Consideraciones de un apolítico».
Jan-Dirk Müller reflexiona que  "las Consideraciones de un apolítico resultan embarazosas para cualquier amante de Thomas Mann debido a su contenido antidemocrático y antiliberal, su glorificación de la guerra, su nietzscheanismo a medias, sus repeticiones cansadoras, a veces obsesivas, a menudo confusas."
Christopher Beha sostiene que las Consideraciones son "un libro extraño y a menudo desagradable, un ataque de 500 páginas a la democracia, la Ilustración y la razón", pero ve valor en la idea de que "dañamos los elementos más importantes de la vida cuando los usamos instrumentalmente, con fines políticos". Al exponer esto, considera que el libro plantea "un verdadero desafío a nuestro momento, obsesionado como está con la responsabilidad política del artista".
Erik Schilling expone consideraciones narrativas y de teoría del género concluyendo en que "puede entenderse mejor como un intento arriesgado, tal vez infructuoso, de converger la postura política y la distancia artística en un "ensayo polifónico", en el que -visto negativamente- no se le da a ninguna de las partes lo que se merece o -visto positivamente- surge un comentario irónicamente serio sobre los acontecimientos de los años 1914-1918."
Thomas Mann nunca se retractó plenamente de las opiniones expresadas en sus Consideraciones, incluso después de que, tras ser merecedor de la concesión del premio Nobel en 1929, se hubiera convertido en uno de los principales oponentes del nazismo entre los expatriados alemanes en los Estados Unidos. Más bien, consideró la obra como un paso crucial en su viaje como escritor.